# جيانكارلو بيريني
جيانكارلو بيريني (بالإيطالية: Giancarlo Perini)‏ مواليد 2 ديسمبر 1959 في كاربانيتو بياتشنتينو، هو دراج إيطالي سابق في صنف سباق الدراجات على الطريق.

## روابط خارجية
- جيانكارلو بيريني على موقع أرشيف الدراجات (الإنجليزية)
- جيانكارلو بيريني على موقع إحصائيات الدراجات الإحترافية (الإنجليزية)
- جيانكارلو بيريني على موقع CycleBase (الإنجليزية)